# Giacomo Zampieri
Giacomo Zampieri, né le 29 septembre 1924 à Agna et mort le 2 octobre 2023 à Cittadella, est un coureur cycliste italien.

## Biographie
Professionnel de 1949 à 1957, il a notamment terminé onzième du Tour d'Italie 1952. 

## Palmarès
- 1949
  - Tour des Dolomites :
    - Classement général
    - 1re étape
- 1950
  - Coppa Placci
  - 2e du Tour de Sicile
- 1951
  - Tour des Dolomites :
    - Classement général
    - 3e étape
- 1952
  - Gran Premio Massaua-Fossati
- 1955
  - 4e étape du Tour de Sicile

## Résultats sur le Tour d’Italie
4 participations
- 1950 : 19e
- 1951 : 37e
- 1952 : 11e
- 1953 : abandon